# Alluaudomyia louisi
Alluaudomyia louisi är en tvåvingeart som beskrevs av Meillon och Wirth 1981. Alluaudomyia louisi ingår i släktet Alluaudomyia och familjen svidknott. Inga underarter finns listade i Catalogue of Life.